# Џејсон Вилијамс
Џејсон Чандлер Вилијамс (енгл. Jason Chandler Williams; Бел, Западна Вирџинија, 18. новембар 1975) бивши је амерички кошаркаш. Играо је на позицији плејмејкера.
Сакраменто кингси су га изабрали као 7. пика на НБА драфту 1998. године. Већ у дебитантској сезони постао је члан стартне петорке Сакрамента и знатно допринео томе што је тим заиграо у плеј-офу те године. На крају те сезоне Вилијамс је изабран у први тим новајлија.

## Успеси

### Клупски
- Мајами хит:
  - НБА (1): 2005/06.

### Појединачни
- Идеални тим новајлија НБА — прва постава: 1998/99.